# Lemula bruneipennis
Lemula bruneipennis är en skalbaggsart som beskrevs av Michitaka Shimomura 1979. Lemula bruneipennis ingår i släktet Lemula och familjen långhorningar.
Artens utbredningsområde är Taiwan. Inga underarter finns listade i Catalogue of Life.